# Ренцо Посинковић
Ренцо Посинковић (Сплит, 4. јануар 1964) бивши је југословенски и хрватски ватерполиста.

## Спортска биографија
Рођен је у Сплиту 4. јануара 1964. године. На гол јуниорске екипе свог матичног Морнара први пут је стао 1980. године, као шеснаестогодишњак. За Морнар је наступао од 1980. до 1989. године. У том периоду је постигао своје прве веће спортске успехе. Био је члан екипе која је 1986. године освојила Куп купова Европе. Од 1989. до 1996. године, бранио је за сплитски Јадран. Освојио је клупске титуле првака Европе 1992. и 1993, а такође и титулу првака Југославије 1991. године.
За репрезентацију Југославије бранио је од 1987. до 1991. године. У том периоду био је члан екипе која је освојила Светски куп 1987. у Солуну и 1989. у Берлину, као и титулу првака света 1991. у Перту. Власник је сребрних медаља на ФИНА купу у Барселони 1991. године и на Европском првенству у Бону 1989. године. Круну каријере доживео је 1988. године, када је на Олимпијским играма у Сеулу био члан репрезентације Југославије која се окитила златном медаљом. Нa Медитеранским играма 1991. у Атини је освојио сребрну медаљу. Посљедњи пут за репрезентацију Југославије је наступао на припремном турниру у Дуизбургу. Посинковић се заједно са неколико играча повукао из репрезентације Југославије пред почетак Европског првенства у ватерполу 1991. у Атини након почетка отвореног рата у Хрватској. Наступао је кратко и за хрватску ватерполо репрезентацију од 1992. до 1994. године.
Након играчке каријере, радио је као тренер и члан управе у Морнару, а био је члан стручног штаба ватерполо репрезентације Хрватске.

## Успеси
Играч
Југославија
- медаље
- злато : Олимпијске игре Сеул 1988.
- злато : Светско првенство Перт 1991.